# Emporia State University
Emporia State University, spesso definita come Emporia State o ESU, è un'università pubblica con sede al numero 1 di Kellogg Circle a Emporia (nel Kansas, Stati Uniti), ad est di Flint Hills. Istituita nel marzo 1863 come Scuola normale dello stato di Kansas, è la terza più antica università pubblica nello stato del Kansas è una delle sei università pubbliche disciplinate dal Kansas Board of Regents.

## Storia

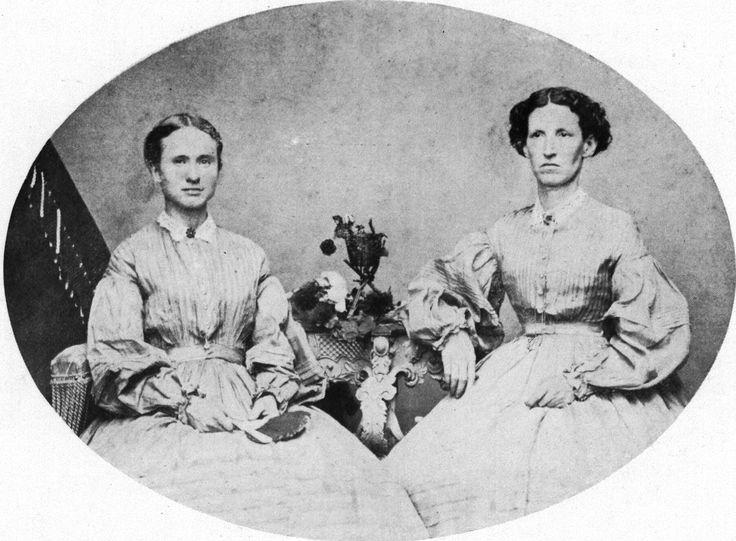
Ellen Plumb (destra) e Mary J. Watson (sinistra), le prime laureate alla scuola normale dello stato di Kansas nel 1867.

Le origini dell'università risalgono al 1861, quando il Kansas divenne uno stato nella cui Costituzione era prevista un'università statale. Tra il 1861 e il 1863 si discusse su dove sarebbe dovuta sorgere l'università: Lawrence, Manhattan o Emporia. Nel mese di febbraio 1863 Manhattan fu selezionata come università designata dallo stato per ricevere terreno federale, beneficio dato dal Morrill Act del 1862. A questo punto Lawrence e Emporia rimasero come sole candidate per un'università statale. La donazione di 10.000 dollari, oltre agli interessi, più 40 acri (160.000 metri quadri) fatta da Amos Lawrence ebbe grande peso per il legislatore, e Lawrence fu scelta con uno scarto di un voto su Emporia. Il 7 marzo 1863, la legislatura del Kansas approvò la legge che consentiva di stabilire la Scuola normale, che fu aperta solo il 15 febbraio 1865.
Nel 1876, il governo del Kansas approvò il "disegno di legge per stanziamenti vari" che ebbe come risultato che le normali Leavenworth e Concordia vennero chiuse, e il finanziamento statale per le scuole normali fu assegnato a Emporia.
Emporia ebbe sedi a Hays (ramo occidentale, aperto il 3 giugno 1902 che si sviluppò come Fort Hays State University) e a Pittsburg, aperto come scuola di formazione ausiliaria nel 1904 e diventata nel 1913 una scuola di quattro anni con il nome Kansas State Teachers College di Pittsburg, divenuto in seguito Pittsburg State University.

## Struttura
L'università è suddivisa in quattro collegi: la School of Business, College of Liberal Arts and Sciences, School of Library and Information Management e Teachers College.

## Sport
Le squadre universitarie di atletica sono conosciute come gli Hornets, mentre le squadre femminili sono note come Lady Hornets. La squadra di basket Lady Hornets compete nella seconda divisione della NCAA ed è membro della Mid-America Intercollegiate Athletics Association (MIAA) dal 1991. Dalla sua entrata nella NCAA Division II nel 1991, è l'unica squadra a vincere un campionato NCAA.